# La storia di un vero uomo
La storia di un vero uomo (in russo Повесть о настоящем человеке) op. 117 è un'opera lirica di Sergej Sergeevič Prokof'ev scritta fra il 1947 e il 1948. Il libretto è tratto dal romanzo La storia di un vero uomo di Boris Nikolaevič Polevoj.

## Storia
Nel 1947 Prokof'ev subì, insieme ad altri musicisti, l'ennesimo attacco da parte delle autorità sovietiche. La sua sesta sinfonia, dopo un buon riscontro al Conservatorio di Leningrado ebbe una gelida accoglienza nel dicembre di quell'anno alla prima esecuzione a Mosca, essendo già stata liquidata dalla Pravda con poche secche righe . Nel gennaio successivo il Comitato Centrale del Partito Comunista prese in esame la musica sovietica. Ždanov, Commissario per l'Istruzione, si scagliò contro Prokof'ev e Šostakovič in una sorta di crociata contro un'arte degenerata. I musicisti erano accusati di "formalismo", considerata nella musica una tendenza totalmente guasta; per il Comitato Centrale la musica doveva essere assolutamente orecchiabile. Prokof'ev venne convocato in una seduta che durò tre giorni; il musicista "se voleva sopravvivere professionalmente, per non dire fisicamente, doveva fare l'abiura". Il compositore scrisse quindi, suo malgrado, una lettera, probabilmente preparata dallo stesso Ždanov, in cui riconosceva i propri errori e dichiarava di voler trovare un linguaggio più significante. L'autocritica fu considerata sufficiente e il risultato di tutto ciò fu La storia di un vero uomo, la sua seconda opera di argomento sovietico dopo Semën Kotko.
Già alla fine del 1947 Prokof'ev aveva manifestato l'intenzione di scrivere un lavoro sul romanzo di Boris Nikolaevič Polevoj, La storia di un vero uomo del 1946, basato sulla vera vicenda del pilota sovietico Alexej Maressiev. Iniziò subito a scrivere il libretto insieme a Mira Mendelssohn, sua compagna. Il compositore si attenne ai canoni imposti dal Comitato utilizzando melodie cantabili, semplici e orecchiabili, rispettando anche le indicazioni di patriottismo.
L'opera venne eseguita il 3 dicembre 1948 in forma di concerto, con pianoforte e senza orchestra, soltanto per inviti, al Teatro Kirov di Leningrado. Nonostante tutte le attenzioni di Prokof'ev, l'Unione Compositori, dopo un esame di nove giorni, negò ogni valore all'opera accusandola ancora di "formalismo", sottolineando il cattivo gusto presente in un lavoro totalmente perverso e scandaloso. Malgrado le proteste di Prokof'ev l'opera non andò in scena; soltanto nel 1960, dopo che Mira mise mano in modo sostanzioso al libretto, fu rappresentata al Bol'šoj.

## Trama
1942. Alexej, giovane aviatore, viene abbattuto col suo aereo dal nemico e rimane ferito alle gambe in modo grave. Egli riesce, tuttavia, con grande forza d'animo a trascinarsi fino a una foresta dove si sono anche rifugiati gli abitanti del vicino villaggio messo a ferro e a fuoco dai soldati tedeschi. Alexej viene trovato e curato dai contadini. Il suo amico Andrej, che era alla sua ricerca, lo trova e lo porta in un ospedale a Mosca. La gravità delle ferite obbliga i medici ad amputare le gambe al giovane. In preda al delirio Alexej viene confortato da un altro ferito, un Commissario bolscevico che gli racconta come un pilota russo della prima guerra mondiale fosse tornato a volare dopo aver perduto un piede in battaglia. Il Commissario dopo poco muore e viene celebrato da tutti come "un vero uomo". 
Alexej si riprende e pensa sempre alla sua fidanzata Olga, promettendosi di non scriverle fino a quando non sarà di nuovo in grado di volare. I medici, impressionati dai suoi miglioramenti dovuti soprattutto alla sua forza di volontà, lo aiutano con delle protesi per permettergli di tornare a pilotare un aereo. Alexej torna a volare e ad andare in combattimento, ritrova la fidanzata, che non lo aveva mai dimenticato, e si unisce a lei in matrimonio.

## Organico orchestrale
Due flauti, due oboi, due clarinetti, due fagotti, quattro corni, due trombe, tre tromboni, basso tuba, timpani, triangolo, tamburo, tamburo piccolo, piatti, grancassa, woodblock, pianoforte, archi.

## Analisi
Per essere il più possibile adeguato ai diktat del potere sovietico, Prokof'ev scrisse un'opera di argomento patriottico costruita soprattutto si temi popolari, danze e arie folkloristiche russe. Il musicista avrebbe scritto ugualmente l'opera anche senza gli attacchi di Ždanov, ma molto probabilmente avrebbe creato una partitura molto diversa. La semplicità e l'orecchiabilità richieste, che egli sfruttò molto nell'utilizzo di melodie del folclore contadino, gli impedirono qualsiasi avvicinamento alla dissonanza o all'atonalità, "peccati" di cui aveva fatto ammenda nell'autocritica. Il fulcro del lavoro, il contrasto fra bene e male, ben evidente nel libretto scritto con abilità teatrale da Prokof'ev, avrebbe avuto certamente un risalto maggiore se fosse stato trattato con una struttura armonica diversa.
Del romanzo di Polevoj il musicista, come del resto era sempre stato portato a fare, colse soprattutto il profilo umanamente emotivo della vicenda, lasciando un po' in disparte quel tanto richiesto aspetto grandioso e altamente patriottico dell'eroe sovietico. Il declamato melodico di Prokof'ev, anche se alternato a cori e canti più facili all'ascolto, non fu molto probabilmente apprezzato da chi si aspettava solo un'opera trionfale con canti popolari.